# خلية فيرو

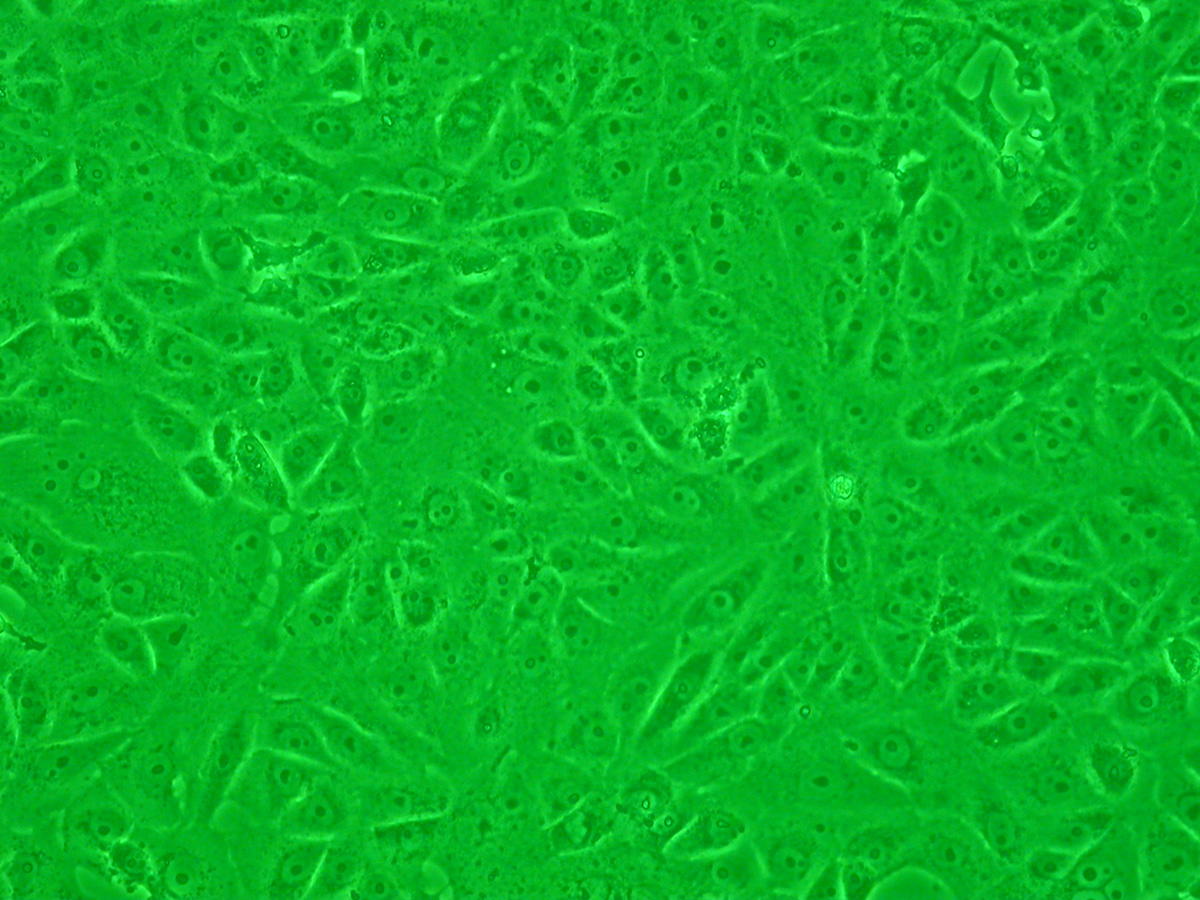
صورة مجهرية من خلايا فيرو. (تحت ضوء أخضر. 100 أضعاف التكبير.)

خلايا فيرو (بالإنجليزية: Vero cell)‏ هي أنسال من الخلايا المستخدمة في مزارع الخلايا. تم عزل سلالة خلية فيرو من الخلايا الظهارية في الكلى المستخلصة من القرد الأفريقي الأخضر (الاسم العلمي:Chlorocebus pygerythrus). وقد تم تطوير هذه السلالة في 27 آذار 1962 من قبل ياسومورا وكاواكيتا في جامعة تشيبا في تشيبا، اليابان. وأطلق على نسل الخلية الأصلي «فيرو» بعد اختصار كلمة "Verda Reno" التي تعني «الكلى الخضراء» في الإسبرانتو، في حين أن «فيرو» في حد ذاته تعني «الحقيقة» أيضاً في الإسبرانتو.